# Drymarchon
Drymarchon is een geslacht van slangen uit de familie toornslangachtigen (Colubridae) en de onderfamilie Colubrinae.

## Naam en indeling
De wetenschappelijke naam van de groep werd voor het eerst voorgesteld door Leopold Fitzinger in 1843.
Het geslacht was lange tijd monotypisch, en werd slechts vertegenwoordigd door een enkele soort; de indigoslang (Drymarchon corais). Later werden drie voormalige ondersoorten als aparte soorten erkend en in 2001 werd de soort Drymarchon caudomaculatus beschreven. Het geslacht telt hierdoor tegenwoordig vijf verschillende soorten.

## Verspreiding en habitat
De soorten komen voor in delen van Noord-, Midden- en Zuid-Amerika. De slangen leven in de landen Argentinië, Belize, Bolivia, Brazilië, Colombia, Costa Rica, Ecuador, Frans-Guyana, Guatemala, Guyana, Honduras, Mexico, Nicaragua, Panama, Paraguay, Peru, Venezuela en de Verenigde Staten, mogelijk in El Salvador.
De habitat bestaat uit droge tropische en subtropische bossen, vochtige tropische en subtropische laaglandbossen en weilanden.

## Beschermingsstatus
Door de internationale natuurbeschermingsorganisatie IUCN is aan alle soorten een beschermingsstatus toegewezen. De vijf soorten worden beschouwd als 'veilig' (Least Concern of LC).

### Soorten
Het geslacht omvat de volgende soorten, met de auteur en het verspreidingsgebied.
| Naam                            | Auteur                                    | Verspreidingsgebied |
| ------------------------------- | ----------------------------------------- | --- |
| Drymarchon caudomaculatus       | Wüster, Yrausquin & Mijares-Urrutia, 2001 | Venezuela, Colombia |
| Indigoslang (Drymarchon corais) | Boie, 1827                                | Colombia, Venezuela, Guyana, Frans-Guyana, Brazilië, Ecuador, Peru, Bolivia, Argentinië, Paraguay                               |
| Drymarchon couperi              | Holbrook, 1842                            | Verenigde Staten (Georgia, Florida, mogelijk in South Carolina)                                                                 |
| Drymarchon margaritae           | Roze, 1959                                | Venezuela |
| Drymarchon melanurus            | Duméril, Bibron & Duméril, 1854           | Mexico, Belize, Guatemala, Honduras, Nicaragua, Panama, Costa Rica, Ecuador, Colombia, Venezuela, Peru, mogelijk in El Salvador |